# Santa Rosa (Guiana)
Santa Rosa (Santa Rosa Mission) é uma localidade na região Barima-Guainí, em Guiana.
Esta aldeia Aruaque está situada às margens do rio moruca, a 29 km de sua desembocadura. A aldeia é realmente um agrupamento de pelo menos dez estabelecimentos separados na savana ao longo de um raio de 25 km do Rio Moruca. Santa Rosa é uma das missões católicas mais antigas do Essequibo. 

## Demografia
Segundo censo de população 2002 contava com 856 habitantes. A estimativa 2010 refere a 1 054 habitantes.
| Dado      | Servidores públicos | Profissionais e técnicos | Clero | Comércio e Serviços | Act. agrícolas | Act. industriais | Ocup. elementares | S/D | Total |
| --------- | ------------------- | ------------------------ | ----- | ------------------- | -------------- | ---------------- | ----------------- | --- | ----- |
| População | 1                   | 23                       | 3     | 30                  | 2              | 3                | 12                | 151 | 225   |